# Tårnborg Skole
Tårnborg Skole er en folkeskole i Svenstrup ved Korsør i Slagelse Kommune  med børnehaveklasse til 9. klasse.
Skolen har ca. 400 elever og 20 lærere.
I 2005 gennemgik skolen en række ombygninger og renoveringer. Dette gav bl.a. et nyt skolebibliotek, samt en ny skolegård. Den gamle skolegård fik lagt nyt asfalt. Der blev i den forbindelse indkøbt fodboldbander, så der kunne spilles fodbold i gården.